# Myzus mumecola
Myzus mumecola är en insektsart som först beskrevs av Matsumura 1917.  Myzus mumecola ingår i släktet Myzus och familjen långrörsbladlöss. Inga underarter finns listade i Catalogue of Life.